# Джованнини, Гульельмо
Гульельмо Джованнини (итал. Guglielmo Giovannini; 17 декабря 1925, Кастелло-д’Арджиле, Эмилия-Романья — 17 июля 1990, Болонья) — итальянский футболист, крайний защитник. Участник летних Олимпийских игр 1948 года.

## Биография
Гульельмо Джованнини родился 17 декабря 1925 года в итальянской коммуне Кастельо-дʼАрджиле.
Играл в футбол на позиции крайнего защитника. В сезоне-1945/46 был игроком «Аматори Болонья». В 1946—1958 годах выступал за «Болонью», провёл в чемпионате Италии 253 матча, забил 2 мяча. В 1959—1960 годах был играющим тренером «Мачератезе», провёл 14 матчей и завершил карьеру из-за травмы.
В 1948 году вошёл в состав сборной Италии по футболу на летних Олимпийских играх в Лондоне, поделившей 5-8-е места. Играл на позиции защитника, провёл 2 матча, мячей не забивал.
После ухода из Мачератезе работал тренером в Сан-Марино и учителем физкультуры.
В 1962 году стал инструктором Федерации футбола Италии, преподавал футбольную технику на курсах подготовки тренеров.
С 1976 года до конца жизни был селекционером Серии C.
Умер 17 июля 1990 года в Болонье.